# NGC 7424
NGC 7424 is een balkspiraalstelsel in het sterrenbeeld Kraanvogel. Het ligt 41 miljoen lichtjaar van de Aarde verwijderd en werd op 5 september 1834 ontdekt door de Britse astronoom John Herschel. NGC 7424 is een klassiek voorbeeld van een stelsel dat astronomen beschrijven als zijnde een typische Grand Design Galaxy.

## Synoniemen
- ESO 346-19
- MCG -7-47-8
- IRAS 22544-4120
- PGC 70096